# Septième circonscription de la préfecture de Fukuoka
La septième circonscription de la préfecture de Fukuoka (福岡県第7区, Fukuoka-ken dai-nana-ku) est l'une des onze circonscriptions législatives que compte la préfecture de Fukuoka au Japon.

## Description géographique
Entre 1994 et 2013, la septième circonscription de la préfecture de Fukuoka regroupait les villes d'Ōmuta, Yanagawa, Yame et Chikugo et les districts de Yame, Yamato (ja) et Miike (ja).
Depuis 2013, elle réunit les villes d'Ōmuta, Yanagawa, Yame, Chikugo et Miyama et le district de Yame.

## Députés
| Législature | Début de mandat | Fin de mandat | Député élu            | Parti politique | Parti politique |
| ----------- | --------------- | ------------- | --------------------- | --------------- | --------------- |
| 41e         | 1996            | 2000          | Makoto Koga (ja)      |                 | PLD             |
| 42e         | 2000            | 2003          | Makoto Koga (ja)      |                 | PLD             |
| 43e         | 2003            | 2005          | Makoto Koga (ja)      |                 | PLD             |
| 44e         | 2005            | 2009          | Makoto Koga (ja)      |                 | PLD             |
| 45e         | 2009            | 2012          | Makoto Koga (ja)      |                 | PLD             |
| 46e         | 2012            | 2014          | Satoshi Fujimaru (ja) |                 | PLD             |
| 47e         | 2014            | 2017          | Satoshi Fujimaru (ja) |                 | PLD             |
| 48e         | 2017            | 2021          | Satoshi Fujimaru (ja) |                 | PLD             |
| 49e         | 2021            | 2024          | Satoshi Fujimaru (ja) |                 | PLD             |
| 50e         | 2024            | -             | Satoshi Fujimaru (ja) |                 | PLD             |